# Brian González
Brian Nicolás González Fernández (Montevideo, 11 giugno 1999) è un calciatore uruguaiano, attaccante dell'Uruguay Montevideo.

## Biografia
È fratello di Franco González, a sua volta calciatore professionista.

## Carriera
González è cresciuto nei settori giovanili di Boston River, Peñarol e Racing Montevideo ed ha iniziato la sua carriera calcistica nel Los Halcones nel 2020.
Nel 2023 ha firmato con il Cerrito ed il 21 febbraio ha debuttato in Primera División nell'incontro perso 3-0 contro il Dep. Maldonado. Ha trovato il suo primo gol sette giorni più tardi nella trasferta persa 3-1 contro il River Plate (M).
Nel 2024, dopo la retrocessione del club in Segunda División, è stato acquistato dal Cerro Largo.

## Statistiche

### Presenze e reti nei club
Statistiche aggiornate al 23 maggio 2024.
| Stagione        | Squadra         | Campionato      | Campionato | Campionato | Coppe nazionali | Coppe nazionali | Coppe nazionali | Coppe continentali | Coppe continentali | Coppe continentali | Altre coppe | Altre coppe | Altre coppe | Totale | Totale | Totale |
| Stagione        | Squadra         | Comp            | Pres       | Reti       | Comp            | Pres            | Reti            | Comp               | Pres               | Reti               | Comp        | Pres        | Reti        | Pres   | Reti   |        |
| --------------- | --------------- | --------------- | ---------- | ---------- | --------------- | --------------- | --------------- | ------------------ | ------------------ | ------------------ | ----------- | ----------- | ----------- | ------ | ------ | ------ |
| 2023            | Cerrito         | PD              | 22         | 1          | CU              | 1               | 0               |                    | -                  | -                  |             | -           | -           | 23     | 1      |        |
| 2024            | Cerro Largo     | PD              | 18         | 1          | CU              | 0               | 0               | CS                 | 0                  | 0                  |             | -           | -           | 18     | 1      |        |
| Totale carriera | Totale carriera | Totale carriera | 40         | 2          |                 | 1               | 0               |                    | 0                  | 0                  |             | -           | -           | 41     | 2      |        |